# Pseudozelota capito
Pseudozelota capito là một loài bọ cánh cứng trong họ Cerambycidae.